# Калита Іван Олександрович
Калита Іван Олександрович (14 січня 1927 — 29 березня 1996) — радянський вершник.
Олімпійський чемпіон 1972 року в командній виїздці, срібний призер 1968 року в командній виїздці, бронзовий призер 1964 року в командній виїздці, учасник 1960, 1976 років.
Чемпіон світу з виїздки 1970 року в командній виїздці, срібний призер 1974 року в командній виїздці.
Срібний призер Чемпіонату Європи з виїздки 1971 (командна виїздка), 1973 (командна виїздка), 1975 (командна виїздка) років, бронзовий призер 1965 (командна виїздка), 1969 (командна виїздка), 1973 (індивідуальна виїздка) років.